# E35 (Maleisië)

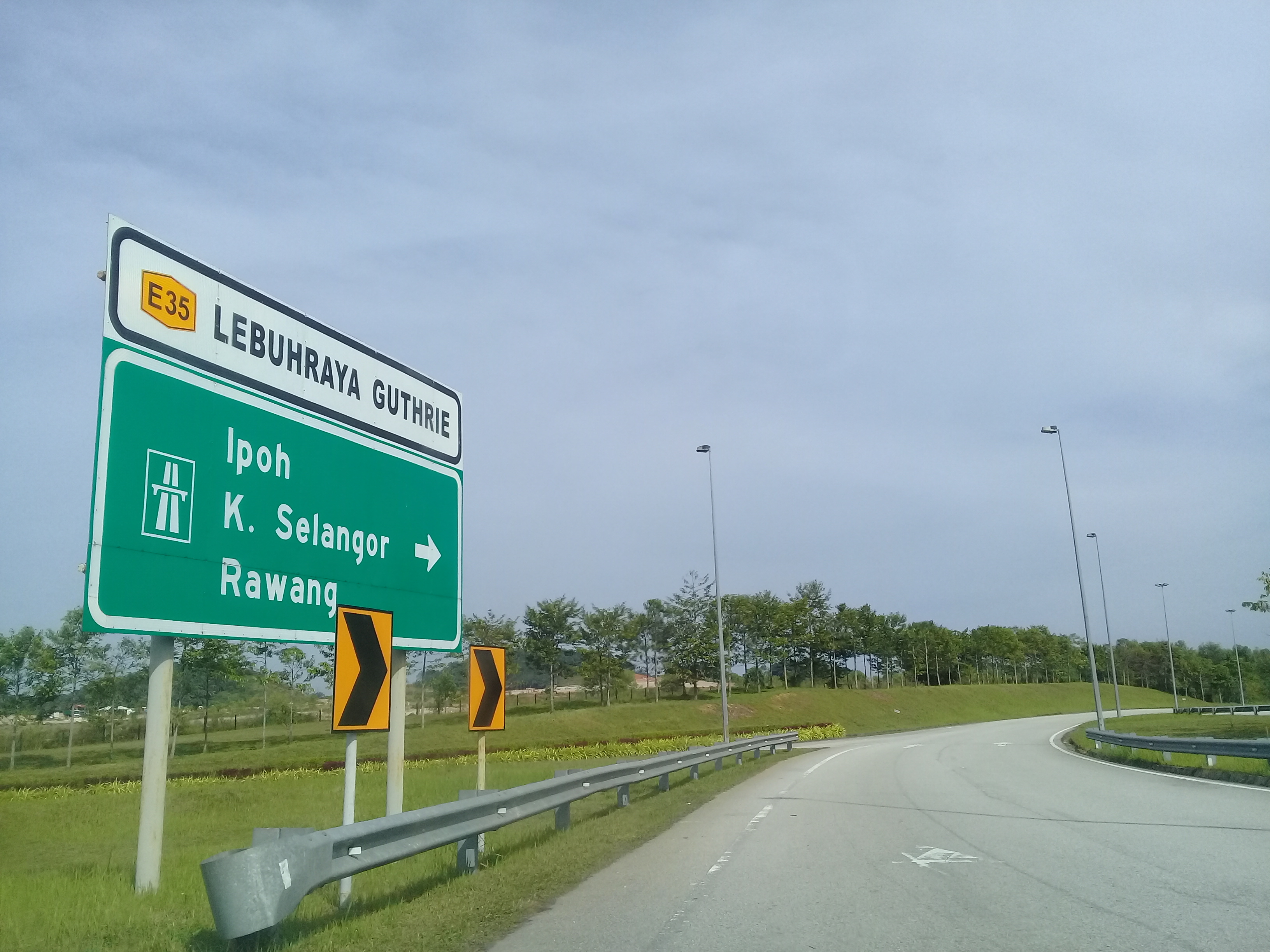
De E35

De E35 of Lebuhraya Koridor Guthrie (Guthrie Corridor Expressway) is een autosnelweg in Maleisië. De snelweg is 25 kilometer lang en verbindt Shah Alam met Rawang. De E35 werd afgewerkt in 2015.
E1 ·
E2 ·
E3 ·
E4 ·
E5 ·
E6 ·
E7 ·
E8 ·
E9 ·
E10 ·
E11 ·
E12 ·
E13 ·
E14 ·
E15 ·
E16 ·
E17 ·
E18 ·
E19 ·
E20 ·
E21 ·
E22 ·
E23 ·
E24 ·
E25 ·
E26 ·
E27 ·
E28 ·
E29 ·
E30 ·
E31 ·
E32 ·
E33 ·
E35 ·
E36 ·
E37 ·
E38 ·
E39 ·